# Бредов, Михаил Михайлович
Михаи́л Миха́йлович Бре́дов (23 сентября [6 октября] 1916, Смела, Киевская губерния — 29 сентября 1976, Ленинград) — советский физик. Доктор физико-математических наук, профессор. Автор работ в области теоретической и экспериментальной физики. Ученик и соратник академика А. Ф. Иоффе.

## Биография
Родился 23 сентября 1916 года на станции Смела Киевской губернии. Его отец — генерал Российской императорской, а затем Белой армии Михаил Константинович Дитерихс, мать — Софья Эмильевна (ур. Бредова), выпускница Смольного института. При наступлении Красной армии на Одессу и отходе белых частей в 1918 году семья была разлучена навсегда. В возрасте менее двух лет остался на попечении тёти Марии Эмильевны Бредовой, впоследствии усыновившей его, и бабушки Софьи Егоровны Бредовой. Женщины с младенцем вынуждены были тайно выехать в Смоленск, поскольку их искали как членов семьи генерала Дитерихса.
В 1927 году они переехали в Ленинград, где жили на Петроградской стороне в крайне стеснённых обстоятельствах. В 1934 году он окончил с отличием школу и в том же году поступил в Ленинградский индустриальный институт. Одновременно он учился в Лётном училище. 
Научной работой начал заниматься ещё в институте под руководством члена-корреспондента АН СССР Я. И. Френкеля. В 1939 году с отличием окончил ЛИИ и поступил в Ленинградский физико-технический институт в аспирантуру к доктору физико-математических наук (впоследствии академик) Л. А. Арцимовичу по специальности «Физика атомного ядра».
Участник Великой Отечественной войны с 1942 года, старший техник-лейтенант. Когда началась война, его мобилизовали как лётчика, но после составления анкеты он оказался в опасной ситуации, и только вмешательство академика А. Иоффе спасло его от ареста. Благодаря активной позиции Иоффе он был включён в состав группы сотрудников АН СССР, занимавшейся под руководством доктора физико-математических наук (впоследствии академик) А. П. Александрова и доктора физико-математических наук (впоследствии академик) И. В. Курчатова проблемой защиты кораблей ВМФ от мин (размагничиванием). Сначала был откомандирован на Дальний Восток, где он обеспечил ввод в эксплуатацию СБР-9 (станция безобмоточного размагничивания) и обучение её личного состава. После завершения работ на Амурской флотилии был мобилизован во флот и осенью 1942 года назначен на Волжскую военную флотилию (ВВФ) старшим инженером.
Контр-адмирал Б. А. Ткаченко писал (Ткаченко Б. А., 1981, с. 192, 195), что «мобилизованный во флот сотрудник ЛФТИ М. М. Бредов» сыграл «значительную роль в размагничивании кораблей и судов на Волге и в целом в становлении СРК (служба размагничивания кораблей) на ВВФ», он также отмечал, что «несмотря на тяжелые условия работы, постоянные артиллерийские обстрелы и бомбежки авиацией противника, при круглосуточном режиме работы личный состав СРК ВВФ под руководством офицеров УК ВМФ и сотрудников ЛФТИ выполнил все задания командования и совместно с минерами обеспечил боевую деятельность кораблей ВВФ и бесперебойные перевозки важнейших военных грузов судами Волжского речного бассейна.
После разгрома фашистов под Сталинградом и успешного форсирования нашими войсками Днепра специалисты по размагничиванию кораблей были переброшены на Днепровскую военную флотилию. Михаил Бредов был вновь назначен старшим инженером. Затем, с развитием наступления советских войск на запад, он продолжил эту работу на Висле, Одере, Эльбе и в Берлине.
Демобилизован в августе 1945 года в звании старшего лейтенанта.
После войны вернулся во ФТИ, защитил кандидатскую диссертацию «на специальную тему».  

В 1948 году женился на архитекторе Наталии Алексеевне Ильинской, дочери известного ботаника Алексея Порфирьевича Ильинского.  

В 1952 году начал преподавать в Ленинградском Политехническом институте. В течение почти двадцати лет он читал курсы лекций по статистической физике, электродинамике, квантовой механике, специальной теории относительности, астрофизике.
Однако в этот период началась новая волна репрессий. В 1950 году А. Ф. Иоффе был вынужден уйти с поста директора ЛФТИ. Тяжело переживая это отстранение, он тем не менее продолжал деятельность по развитию передовых направлений науки и в 1952 году сумел добиться разрешения на создание Лаборатории полупроводников (с 1954 года — Институт полупроводников АН СССР).
Михаил Бредов был уволен из ЛФТИ в конце 1952 года без возможности где-либо устроиться на работу. Встал вопрос о его высылке из Ленинграда.  

Смерть Сталина в марте 1953 года позволила А. Ф. Иоффе вновь вмешаться в ситуацию и оказать Бредову неоценимую помощь. Он поехал в Москву и добился разрешения принять Михаила Бредова на работу в созданную им Лабораторию полупроводников. Тот был зачислен на должность старшего научного сотрудника, а в 1959 году возглавил лабораторию уже в составе Института полупроводников.
Смерть А. Ф. Иоффе в 1960 году стала тяжёлым ударом для Михаила Бредова, потерявшего своего учителя, человека, близкого по духу. Он писал в своих воспоминаниях:

На примерах судеб многих и многих ученых можно было бы проследить замечательное качество Абрама Федоровича…- умение сочетать личные и государственные интересы, умение сочетать совершенно индивидуальный и глубоко человеческий подход к каждому с предвидением и учетом перспектив развития науки и общества», и «первые же послевоенные годы — годы напряженной работы над решением атомной проблемы-…показали, как жизненно необходимо для страны было сохранить её научные кадры.
Через год после смерти А. Ф. Иоффе, по приглашению академика Б. П. Константинова, Бредов вернулся во ФТИ. Здесь он сначала стал руководителем лаборатории космических исследований, а в 1963 году по предложению Б. П. Константинова организовал и возглавил астрофизический отдел.
В годы «оттепели» защитил докторскую диссертацию, стал профессором, получил возможность выезжать за границу. С научными командировками он был во Франции, Италии, Англии, Югославии, США. 
В 1970 году был выдвинут кандидатом в члены-корреспонденты АН СССР, однако тяжёлая болезнь помешала дальнейшей активной работе. Крепкое от природы здоровье было подорвано войной и преследованиями, и в 1976 году Михаил Бредов скончался от третьего инфаркта.
Похоронен на Серафимовском кладбище Санкт-Петербурга.

## Научная и педагогическая деятельность
Сочетал опыт физика-экспериментатора с глубоким знанием теории. Обладая острым эвристичным научным умом и широким кругозором, внес ощутимый вклад в самые разные области физики — физику элементарных частиц, физику электронов, физику твердого тела и полупроводников, астрофизику, теоретическую физику, теорию эволюции>.
Уже в начале карьеры, в 1947 году, руководство ФТИ отмечало его «…глубокие познания в различных областях современной физики, способности к матфизике и глубокие навыки в выполнении расчетов по электронной оптике и смежным вопросам».
Предложил интенсивный источник положительных ионов щелочных металлов, который в масс-спектрометрии известен как «Источник Бредова». 
Выполнил пионерские работы по ионному легированию полупроводников, опередив аналогичные разработки в США и Японии. Его считают  основоположником ионной имплантации.

В процессе космических и астрофизических исследований руководил, в частности, разработкой научных приборов для Лунохода[какого?] и спутников.

Вместе с Б. П. Константиновым занимался теорией антивещества. В последние годы увлекался вопросами биополя.
Был блестящим лектором, талантливым преподавателем. Студенты отмечали его удивительную манеру общения, лекции Бредова отличались безупречной речью и четко выстроенной мыслью. Коллеги характеризовали его преподавательскую деятельность как «большой успех». Читал лекции в лучших университетах США.

Академик Б. П. Константинов, выступая на защите докторской диссертации Михаила Бредова, сказал:

…Михаил Михайлович имеет исключительный диапазон знаний не только в области физики и математики..Любая область человеческой культуры не чужда ему. Он владеет многими языками, знает художественную литературу, музыку… Михаилу Михайловичу с таким же правом, как степень доктора физико-математических наук, может быть присуждена степень доктора риторики.
— Трудный путь к Победе, 2012, с. 68

## Награды
- Был удостоен государственных наград, в том числе медалей «За боевые заслуги», «За победу над Германией в Великой Отечественной войне 1941—1945 гг.», «За взятие Берлина», «За доблестный труд в Великой Отечественной войне 1941—1945 гг.»
- В 1980 году М. Бредов посмертно, в составе авторского коллектива был выдвинут на соискание Государственной премии СССР за цикл работ по теме «Радиационные эффекты в германии и кремнии»[19].

## Избранные труды(по разным направлениям научной деятельности)
1. Бредов М. М. Автоматическая компенсация объемного заряда в электронных пучках//Сборник, посвящённый 70-летию академика А. Ф. Иоффе.-М., 1950. — С. 155—173.
2. Бредов М. М., Федоренко Н. В. Измерение эффективных сечений для перезарядки ионов щелочных металлов. ЖТФ. 1950. Т. 20, Вып. 4.
3. Бредов М. М., Комарова Р. Ф., Регель А. Р. Исследование изменений выпрямляющих свойств точечного контакта металл-полупроводник под влиянием облучения полупроводника ионами щелочных металлов. ДАН СССР. 1954. ХСІХ. № 1. С. 69-75.
4. Бредов М. М., Муромский А. Б. Об изменении поверхностных свойств р-кремния при облучении ионами лития. ФТТ. 1962. Т. IV. С. 562—564.
5. Балабанова Л. А., Бредов М. М. Плазменные колебания в твердых телах. ФТТ. 1964. Т.VI, № 10. С. 3142-3148.
6. Бакулин Е. А., Бредов М. М. Энергия плазмонов и работа выхода металлов. ФТТ. 1977. Т. XII. № 3. С. 891.
7. Бредов М. М. О применении нейтронной спектроскопии для исследования физических свойств в твердом и жидком состояниях. Изв. АН СССР. ОТН. Металлургия и топливо. 1960. № 6. С. 87.
8. Бредов М. М., Котов Б. А., Окунева Н. М., Оскотский В. С., Шах-Будагов А. Л. О возможности измерения спектров тепловых колебаний с помощью когерентного неупругого рассеяния нейтронов на поликристаллах. ФТТ. 1967. Т.IX. Вып. 1. С. 237—293.
9. Константинов Б. П., Бредов М. М., Беляевский А. И., Соколов И. А. О возможной антивещественной природе микрометеоров. Космические исследования. 1966. Т.IV. № 1. С.66-74.
10. Константинов Б. П., Бредов М. М., Мазец Е. П. Экспериментальные данные, свидетельствующие против гипотезы о пылевом облаке Земли. ДАН СССР. 1967. 174. № 3. С. 580.
11. Бредов М. М. Корпускулярные потоки средних и малых энергий и их применения для изучения физических свойств вещества//Доклад по совокупности работ, представленный на соискание степени доктора физико-математических наук. 1967.
12. Бредов М. М., Румянцев В. В., Топтыгин И. Г. Классическая электродинамика: Учебное пособие.-М., 1985.

Полный список содержит 58 печатных работ и изобретений.

## Семья
Жена — Наталия Алексеевна Ильинская (1918 — 2021) — архитектор (Институт им. И. Е. Репина АХ СССР). Специализировалась в области ландшафтной архитектуры. Старший преподаватель кафедры «Озеленение населенных мест» Лесотехнической Академии им. С. М. Кирова и Архитектурного факультета Института им. И. Е. Репина АХ СССР. Член Союза архитекторов СССР. В течение многих лет возглавляла Секцию ландшафтной архитектуры Ленинградского отделения Союза архитекторов СССР. Автор методики реставрации исторических садов и парков.
Дочь — Мария Михайловна Бредова (р. 1951) — искусствовед (Институт им. И. Е. Репина АХ СССР). Специализировалась в области градостроительных исследований и реставрации памятников архитектуры. Работала в СПб НИИ «Спецпроектреставрация» (руководитель Архитектурно-реставрационной мастерской, начальник Отдела экспертиз). Государственный эксперт Министерства культуры РФ.